# 稽王 (馬韓)
稽王（けいおう、または韓貞、? - ?）は、第9代馬韓王。王在位期間は、紀元前33年 - 紀元前17年。諡は稽王（朝鮮語: 계왕）。諱は貞（朝鮮語: 정）。馬韓の最後の王。